# Chrysochloroma subalbida
Chrysochloroma subalbida är en fjärilsart som beskrevs av W. Warren 1896. Chrysochloroma subalbida ingår i släktet Chrysochloroma och familjen mätare. Inga underarter finns listade i Catalogue of Life.